# Rezerwat przyrody Torfowisko Kaczory
Rezerwat przyrody Torfowisko Kaczory – florystyczny rezerwat przyrody położony w gminie Kaczory, powiecie pilskim (województwo wielkopolskie).
Powierzchnia: 32,77 ha.
Został utworzony w 1994 roku w celu ochrony rzadkich gatunków flory i fauny.
Obszar rezerwatu podlega ochronie czynnej.
Największą osobliwością florystyczną rezerwatu jest objęta ochroną ścisłą wierzba borówkolistna. Inne gatunki występujących tu roślin chronionych to rosiczka okrągłolistna (ochrona ścisła) i bobrek trójlistkowy (ochrona częściowa) oraz kilkanaście gatunków mchów, w tym 9 gatunków torfowców.
Z ciekawszych zwierząt występują tu m.in.: żmija zygzakowata, gronostaj, muchołówka szara.

## Podstawa prawna
- Zarządzenie Min. Ochr. Środ., Zasobów Naturalnych i Leśnictwa z dnia 13 czerwca 1994 r., Monitor Polski Nr 35, Poz. 301
- Obwieszczenie Wojewody Wielkopolskiego z dn. 4.10.2001 r. w sprawie ogłoszenia wykazu rezerwatów przyrody utworzonych do dn. 31.12.1998 r.
- Rozporządzenie Nr 24/07 Wojewody Wielkopolskiego z dnia 24 września 2007 r. w sprawie rezerwatu przyrody „Torfowisko Kaczory”